# Resurrection Band
Resurrection Band, également connu sous le nom Rez Band ou REZ, était un groupe de rock chrétien formé en 1972. Ils faisaient partie de la communauté chrétienne Jesus People USA à Chicago et la plupart de ses membres ont continué dans cette communauté à ce jour. Connu pour son mélange de blues-rock et de hard rock, Resurrection Band est considéré comme l'un des précurseurs du genre métal chrétien. Christianity Today les a appelés "le groupe le plus influent de l'histoire de la musique chrétienne".
Après leur début en 1978, la plus grande popularité du groupe n'a pas été au début des années 1980, mais plus tard dans la décennie, ils ont reçu un certain succès avec deux clips musicaux sur MTV.
Mené par le couple de Glenn et Wendi Kaiser, le groupe a cherché à évangéliser en utilisant le rock chrétien, et à parler d'une variété de problème sociaux dans les paroles de leur musique. 
Alors que le groupe est officiellement dissous, ils ont joué plusieurs dates uniques au Cornerstone Festival, que les membres du groupe ont aidé à établir. Actuellement Glenn Kaiser a une carrière solo établie en tant que musicien de blues et est également un conférencier sur divers problèmes spirituels pour les jeunes et les adultes.

## Biographie

### Un nouvel horizon (1970)
Le groupe jouait à l'origine sous le nom de Charity  en 1972 avec les Jesus People Milwaukee. Lorsque la communauté s'est divisée en quatre groupes, l'un est devenu «Jesus People USA Travel Team», travaillant principalement en Floride. Avant leur déménagement à Chicago, le nom Resurrection Band a été choisi et le groupe est devenu l'un des principaux objectifs du ministère de la communauté. Après son arrivée à Chicago, le groupe a enregistré deux cassettes indépendantes qui ont été données après leurs concerts. Ils ont été joués partout où Resurrection Band était autorisé à jouer, des écoles aux prisons en passant par les coins de rue. La première cassette, «Music to Raise the Dead», mettait en vedette le hard rock, tandis que «All Your Life» ne comprenait que leurs morceaux acoustiques. Ceux-ci étaient le reflet des ensembles orientés folkloriques qu'ils joueraient dans des lieux plus conservateurs tels que les maisons de retraite et les églises. Les églises étaient profondément sceptiques vis-à-vis du rock chrétien et en particulier le heavy metal que fait Resurrection Band.
Quatre ans plus tard, grâce à un don de 8000 $ d'un ami, Resurrection Band a enregistré son premier album, Awaiting Your Reply, sur une période de deux semaines de marathon toutes les nuits. Bien que le groupe ait terminé l'album, y compris la pochette, aucune maison de disques chrétienne ne risquait de le sortir, car la musique inspirée de Led Zeppelin et de Jefferson Airplane était considérée comme trop controversée pour le marché chrétien de l'époque. Star Song Records a été averti du projet par d'autres dirigeants de la musique gospel, mais la minuscule étiquette n'avait rien à perdre alors ils ont signé le groupe et ont sorti le disque tel qu'il était. À la surprise de tous, Awaiting Your Reply a fait sensation sur le marché chrétien et a atteint la sixième place du palmarès des ventes de l'album Gospel. Bien que mal compris par de nombreux critiques de l'époque, l'album a été réévalué et très apprécié ces dernières années et est maintenant classé au n ° 91 dans le livre, CCM Presents: Les 100 meilleurs albums de musique chrétienne, sorti en 2001.
Le groupe a suivi le succès de cet album avec Rainbow's End, qui a continué dans la même veine de rock / métal progressif similaire à Black Sabbath et Aerosmith. Même si le groupe était satisfait de l'effort, Star Song ne l'était pas, et le groupe fut contraint de trouver un autre label peu de temps après sa sortie. Rainbow's End est significatif d'être le premier album d'un groupe de rock américain à aborder le système raciste de l'apartheid en Afrique du Sud, une année avant que Peter Gabriel porte l'attention du monde avec sa chanson classique "Biko". Resurrection Band deviendra finalement connu pour être aux prises avec une variété de maux sociaux et politiques dans sa musique, des maux du complexe militaro-industriel à l'influence corruptrice du matérialisme américain, racisme, sans-abrisme, sida, toxicomanie, prostitution et bien d'autres les problèmes auxquels le groupe s'est personnellement confronté dans son ministère auprès de la communauté urbaine environnante à Chicago.

## Membres
- Glenn Kaiser - voix, guitare, harmonica dulcimer,
- Wendi Kaiser - voix,
- Stu Heiss - guitare, clavier
- John Herrin - Batterie
- Deland Pelto - Guitare basse (1972–1974)
- Jim Denton - Guitare basse, clavier(1974–1987)
- Roy Montroy - Guitare basse, clavier (1987–2000)